# Gutshaus Ahlten

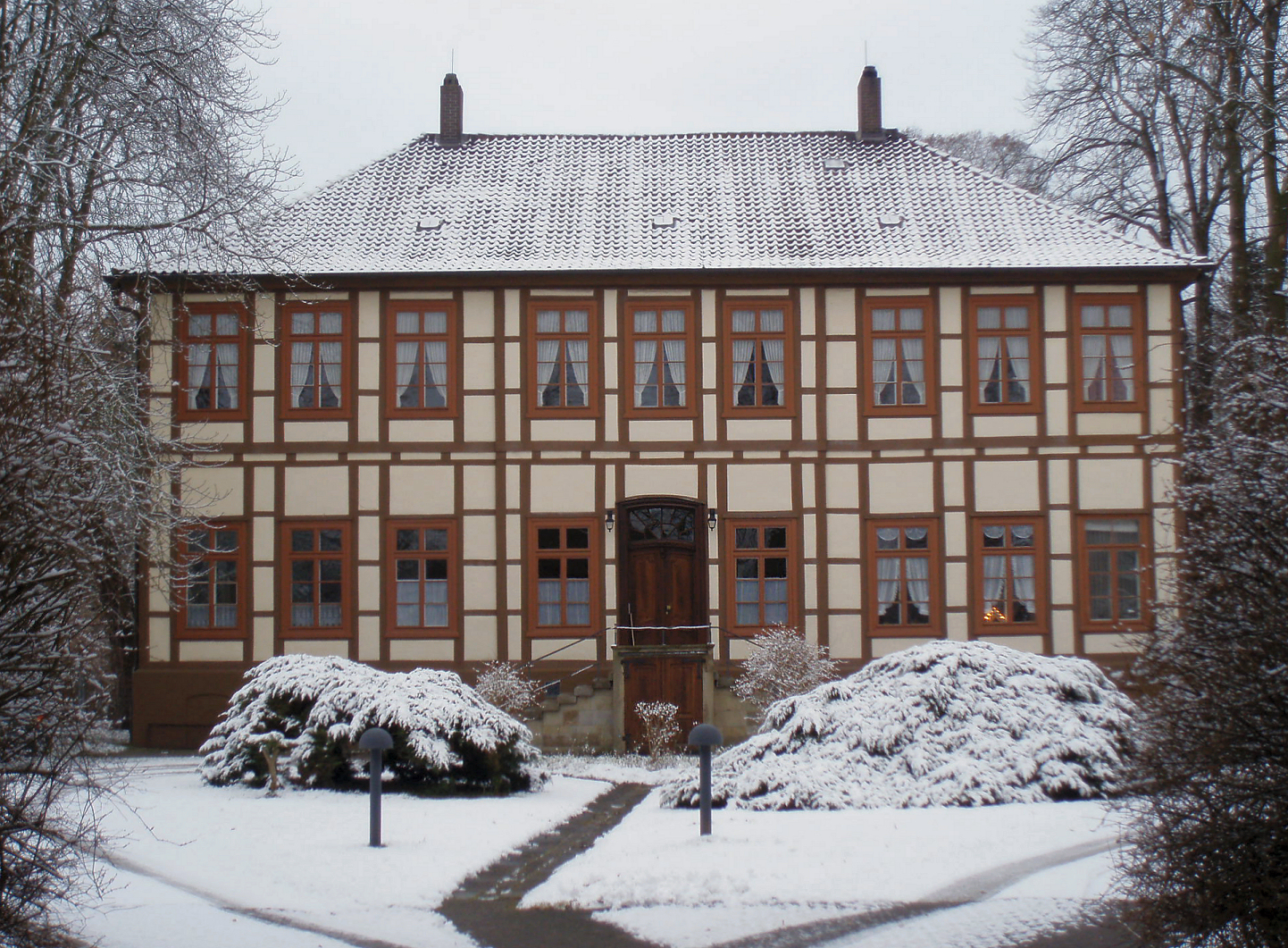
Gutshaus Ahlten, 2008

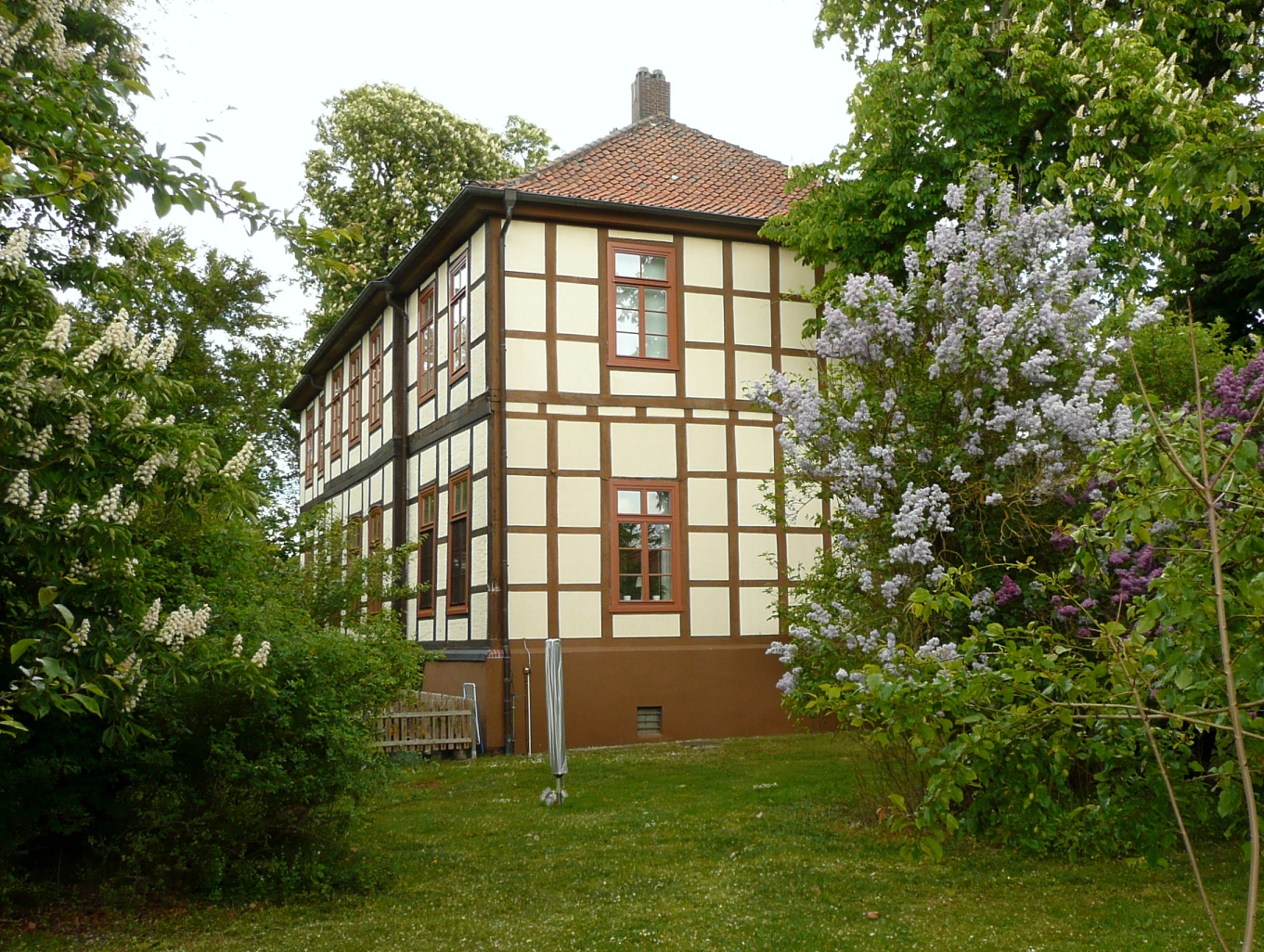
Seitenansicht, 2022

Das Gutshaus Ahlten, auch Schlemm’sches Gut genannt, ist ein Herrenhaus im Ortsteil Ahlten der Stadt Lehrte in der Region Hannover in Niedersachsen. Das Gebäude ist laut dem Denkmalatlas Niedersachsen ein eingetragenes Baudenkmal.

## Beschreibung und Geschichte
Das Gutshaus liegt südlich des Ortskerns und verfügt über ein weitläufiges Gartengrundstück. Es wurde um 1750 als Herrenhaus des Guts Ahlten erbaut. Das Haus ist ein zweigeschossiger Fachwerkbau mit verputzten Gefachen und einem Walmdach. Die symmetrische, neunachsige Fassade mit dem Hauptportal verfügt über eine vorgelagerte zweiläufige Sandsteintreppe, die 1987 rekonstruiert wurde.
Die Gutsanlage wurde 1580 vom späteren Iltener Amtsvogt Stats Schlüter gegründet. 1593 wurde das erste Gutshaus errichtet. Herzog Erich II. stattete das Gut mit Privilegien und Gerechtsamen aus. Es besaß eine eigene Gerichtsbarkeit. Im 17. und frühen 18. Jahrhundert erregte das Gut Aufmerksamkeit, weil es Bier in großen Mengen ohne die Genehmigung des Landesherren verkaufte. Der Streit endete 1711 nach einem Prozess mit der Anerkennung der Braugerechtigkeit. 1744 kam das Gut an den Kammerjunker G. L. von Bülow und 1761 an den Proviantverwalter F. C. Chr. Otto. Nach einem Verkauf von 1781 wurde das Herrenhaus zum Stammhaus der Stiftung der Familie Schlemm. Alfred Schlemm, der Offizier während des Ersten und Zweiten Weltkriegs war, lebte in der Nachkriegszeit bis zu seinem Tod 1986 im Herrenhaus des Guts.
Das Gut war bis ins 19. Jahrhundert ein landwirtschaftlicher Betrieb mit mehreren Wirtschaftsgebäuden. Heute dient es zu Wohnzwecken.